# Auto-Seubert-Gruppe
Die Auto-Seubert-Gruppe ist eine Autohandelsgruppe mit Sitz in Straubing. Sie besteht aus den drei Betrieben Auto Seubert GmbH, Seubert Autocenter GmbH und INTERlease GmbH. 2019 beschäftigt die Unternehmensgruppe ca. 110 Mitarbeiter, davon 60 bei Auto Seubert und 50 im Seubert Autocenter. Im Jahr 2017 wurde bei Auto Seubert ein Umsatz von 110 Mio. EUR erzielt.
Auto Seubert GmbH ist ein markenfreier Autohändler, der sich auf EU-Fahrzeuge, Jahreswagen und Gebrauchtwagen spezialisiert hat. Eine Werkstatt mit Werkstattservice ist angegliedert. Die Seubert Autocenter GmbH ist ein Škoda-Vertragshändler mit angegliederter Werkstatt für alle Marken und einem Service-Vertrag für Škoda, Volkswagen und Seat.

## Geschichte
- 1986: Gründung des markenfreien Autohauses in einem Gartenhäuschen durch Namensgeber und Geschäftsführer Bernhard Seubert. Die Ausstellungsfläche umfasst ca. 20 Gebrauchtfahrzeuge.
- 1995: Neubau mit Ausstellungshalle und Werkstatt sowie Einstellung der ersten vier Mitarbeiter.
- 1998: Einstieg in das Leasinggeschäft durch die Gründung der INTERlease GmbH sowie Einstellung des ersten zusätzlichen Verkäufers.
- 2001–2012: Erweiterungen des Firmengeländes auf 30.000 m² Ausstellungsfläche und Vergrößerung des Teams auf heute knapp 60 Mitarbeiter und 10 Verkäufer.
- 2014: Eröffnung der Seubert Autocenter GmbH